# Marina Heights Tower
De Marina Heights Tower, ook bekend als Marina Heights, is een wolkenkrabber in Dubai, Verenigde Arabische Emiraten. Het gebouw is 208,4 meter hoog en telt naast 55 bovengrondse, ook 4 ondergrondse verdiepingen. De bouw van de woontoren begon in 2004 en werd in 2006 voltooid. Marina Heights Tower staat in Dubai Marina, dicht bij Dubai Internet City en Dubai Media City. Dubai International Airport is circa 25 minuten van de toren verwijderd.

## Ontwerp
Marina Heights Tower is door RMJM in moderne stijl ontworpen en bevat verschillende soorten woningen, zo bevat het:
- Woningen met 1, 2 en 3 slaapkamers.
- Duplex woningen.
- 10 penthouses.[4]

Het gebouw bevat verschillende faciliteiten waaronder:
- Sportschool.
- Zonneterras.
- Zakencentra.
- Binnen- en buitentuin.[2]